# Judith Vis
Judith Soul Vis  (ur. 21 czerwca 1980 w Rotterdamie) – holenderska bobsleistka, olimpijka.

## Kariera
Pierwszy sukces w karierze osiągnęła w 2011 roku, kiedy wspólnie z Esmé Kamphuis zdobyła brązowy medal podczas mistrzostw Europy w Winterbergu. Wynik ten Holenderki powtórzyły na rozgrywanych trzy lata później mistrzostwach Europy w Königssee. W tym samym składzie zajęły także czwarte miejsce na igrzyskach olimpijskich w Soczi w 2014 roku, przegrywając walkę o medal z II reprezentacją USA o 0,66 sekundy. Była też między innymi szósta podczas mistrzostw świata w Königssee w 2011 roku i mistrzostw świata w St. Moritz dwa lata później. W zawodach Pucharu Świata jeden raz stanęła na podium: 5 lutego 2011 roku w Cesanie była druga w dwójkach.